# Brestovolistni oslad
Brestovolistni oslad (znanstveno ime Filipendula ulmaria) je trajna večletna zelnata rastlina, ki spada v družino rožnic.

## Opis
Rastlina ima pokončno robato in rdeče steblo, ki je proti vrhu razraslo, v višino pa zraste do 2 metra. V zemlji ima plazečo se koreniko in najbolje uspeva po vlažnih travnikih, grmovju, goščavah ter po bregovih potokov in rek. Iz stebla poganjajo pernato deljeni, dlakavi listi, ki so pernato deljeni na tri do pet jajčastih in po robu ostro nazobčanih listnih krp. Na vrhu stebelca so prijetno dišeči rumenkasto beli cvetovi, ki se združujejo v latasta socvetja. V Sloveniji cveti od junija do avgusta.

## Zdravilne lastnosti
Pripravki iz brestovolistnega oslada se v tradicionalni medicini uporabljajo proti glavobolu in povišani telesni temperaturi. Ker odvaja vodo iz telesa so ga uporabljali tudi za revmo ter za lajšanje bolečin v mokrilih (ledvice, mehur, prostata), pa tudi kot sredstvo proti kamnom in pesku na ledvicah in v mehurju.
Raziskave na poskusnih živalih so dokazale, da oslad znižuje telesno temperaturo, blaži bolečino, sprošča skeletne mišice, zmanjša žilno prepustnost in preprečuje nastanek želodčne razjede, vendar pa krepi razjedne lastnosti histamina. Njegove učinkovine povečujejo napetost gladkih mišic v sapnicah, črevesju in maternici ter krepijo krčne lastnosti histamina. Učinkovite so proti nekaterim vrstam bakterij. Vsebuje tudi čreslovine, ki so znane po svojem krčilnem (adstringentnem) delovanju.